# Amadora (freguesia)
A Freguesia da Amadora foi uma antiga freguesia portuguesa do Concelho (atual Município) de Oeiras.
Inicialmente designada como Porcalhota, a sua sede foi renomeada, por despacho de 28 de Outubro de 1907, e a pedido da população local ao rei D. Carlos, como Amadora. O território da Porcalhota fizera parte da freguesia de Benfica, em Lisboa, mas na sequência das reorganizações administrativas do fim do século XIX, passou para o concelho de Oeiras, primeiro como freguesia de Benfica (Extra-Muros) e, mais tarde, integrada como simples lugar a freguesia de Carnaxide, da qual se desmembrou em 17 de Abril de 1916, e tendo como orago Nossa Senhora da Conceição.
Em 24 de Junho de 1937, a povoação da Amadora foi elevada à categoria de vila e, continuando a senda de desenvolvimento, tornou-se sede do Município (11 de Setembro de 1979) e, dias mais tarde, foi elevada à categoria de cidade (17 de Setembro de 1979). Nesse mesmo dia, a Freguesia da Amadora foi extinta, dando lugar a oito novas freguesias: Alfragide, Brandoa, Buraca, Damaia, Falagueira-Venda Nova, Mina, Reboleira e Venteira.

## População
| População da freguesia da Amadora | População da freguesia da Amadora | População da freguesia da Amadora | População da freguesia da Amadora | População da freguesia da Amadora | População da freguesia da Amadora | População da freguesia da Amadora | População da freguesia da Amadora | População da freguesia da Amadora | População da freguesia da Amadora | População da freguesia da Amadora | População da freguesia da Amadora | População da freguesia da Amadora | População da freguesia da Amadora | População da freguesia da Amadora |
| --------------------------------- | --------------------------------- | --------------------------------- | --------------------------------- | --------------------------------- | --------------------------------- | --------------------------------- | --------------------------------- | --------------------------------- | --------------------------------- | --------------------------------- | --------------------------------- | --------------------------------- | --------------------------------- | --------------------------------- |
| 1864                              | 1878                              | 1890                              | 1900                              | 1911                              | 1920                              | 1930                              | 1940                              | 1950                              | 1960                              | 1970                              | 1981                              | 1991                              | 2001                              | 2011                              |
|                                   |                                   |                                   |                                   |                                   | 4 062                             | 6 884                             | 9 762                             | 18 789                            | 47 355                            | 111 929                           |                                   |                                   |                                   |                                   |

Criada pela Lei nº 513, de 17/04/1916, com lugares desanexados da Freguesia de Carnaxide. Pela Lei n.º 45/79,  de 11 de Setembro, foi desanexada  do Município de Oeiras para constituir parte do futuro Município da Amadora